# Успенский монастырь (Краснослободск)
Краснослободский Успенский женский монастырь — недействующий женский общежительный монастырь Русской православной церкви 3-го класса. Памятник градостроительства и архитектуры XIX века. Сохранившиеся постройки монастыря располагаются по адресу Мордовия, Краснослободский район, Краснослободск, улица Кирова, 76. 

## История
До  XVIII века в Краснослободске существовал Покровский монастырь, который предположительно был основан в XVII веке. В 1764 году монастырь был упразднен, его храм стал приходским. В 1830 году к приходской Покровской церкви была приписана успенская богадельня, впоследствии ставшая Успенским монастырем.  
Богадельня была основана купцом Абрамом Дмитриевичем Муромцевым в 1809 году на западной окраине города Краснослободска. Она располагалась на левом берегу реки Мокши в полуверсте от города, у городского кладбища и дороги на Темников. Церковь при богадельне строилась силами ее обитателей. Храм был каменным и обладал приделом в честь Николая Чудотворца, пристроенным в конце XIX века.  
В 1827 году богадельня была преобразована в общину. 
В 1860 (по другим данным, в 1861) году богадельня была преобразована в монастырь, которому был присвоен третий класс.
К началу XX века монастырь управлялся игуменией. В 1908 году в монастыре состояло 78 монахинь и 300 послушниц.
В 1920 году монастырь был закрыт, позже значительная часть зданий сломана. До настоящего времени сохранились каменные здания монастыря, которые занимает районная больница города.  

## Святыни монастыря[5][2]
В монастыре находились две местночтимые иконы:
- Феодоровская — снимок с чудотворной иконы из Костромы, в монастыре с 1847 года;
- «Отрада и Утешение», снимок с Афонской Ватопедской иконы Божией Матери — в монастыре с 1876 года;
- икона святого Пантелеимона.

Ежегодно 29 июня по старому стилю в монастыре наблюдалось особенно большое скопление паломников (среди которых он был популярен в том числе и потому, что стоял у дороги, ведущей к Саровской пустыни).

## Храмы и строения
К началу XX века в монастыре было построено два храма:
- Вознесенский собор с колокольней (1872—1878) , ;
- Храм в честь Успения Божией Матери (освящен в 1816 году) с двумя освященными в 1822 году приделами в честь апостолов Петра и Павла и Феодосия и Антония Печерских.

В монастыре имелось училище для девочек-сирот духовного звания, гостиница для паломников, богадельня, больница и иконописная мастерская. В келейном больничном корпусе, построенном у западной стены монастыря, находился домовый храм — церковь Александра Невского 1890 года постройки . Здание корпуса келий сохранилось, и в настоящее время занято одним из отделений ГБУЗ РМ «Краснослободская межрайонная больница». Внешне выделялся главкой над южной частью корпуса. Здание настоятельского корпуса монастыря  сохранилось и занято администрацией больницы . Сохранились бывшие трапезные палаты монастыря Краснослободской епархии.
Не сохранились: Каменные стены и башни, которыми был окружен монастырь. Каменный флигель монастыря. Вознесенский собор с колокольней (1872—1878). Успенская церковь (1810—1816). Церковь Петра и Павла (постройка начала XX века).

## Галерея

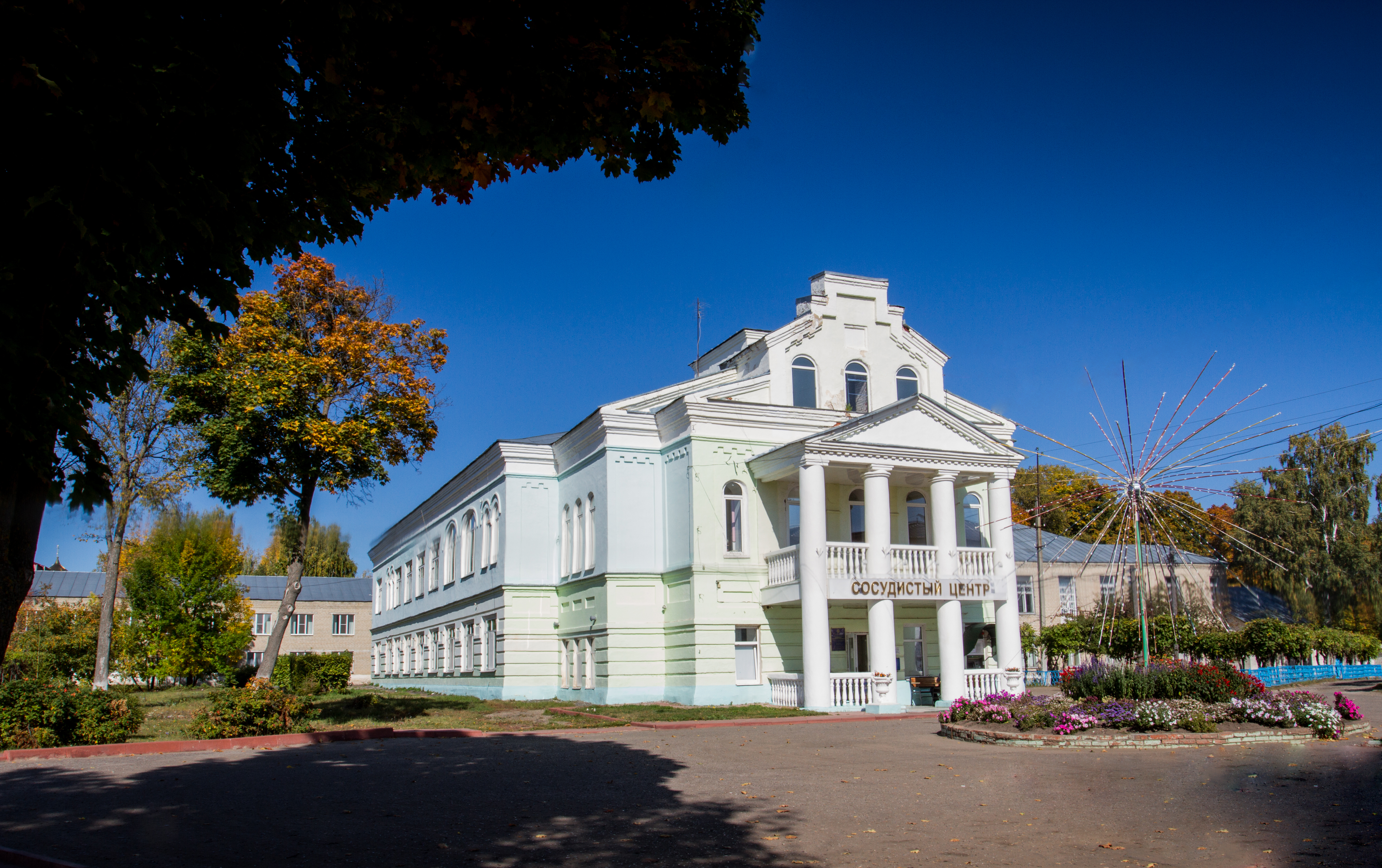
Келейный корпус.Домовая церковь Александра Невского.
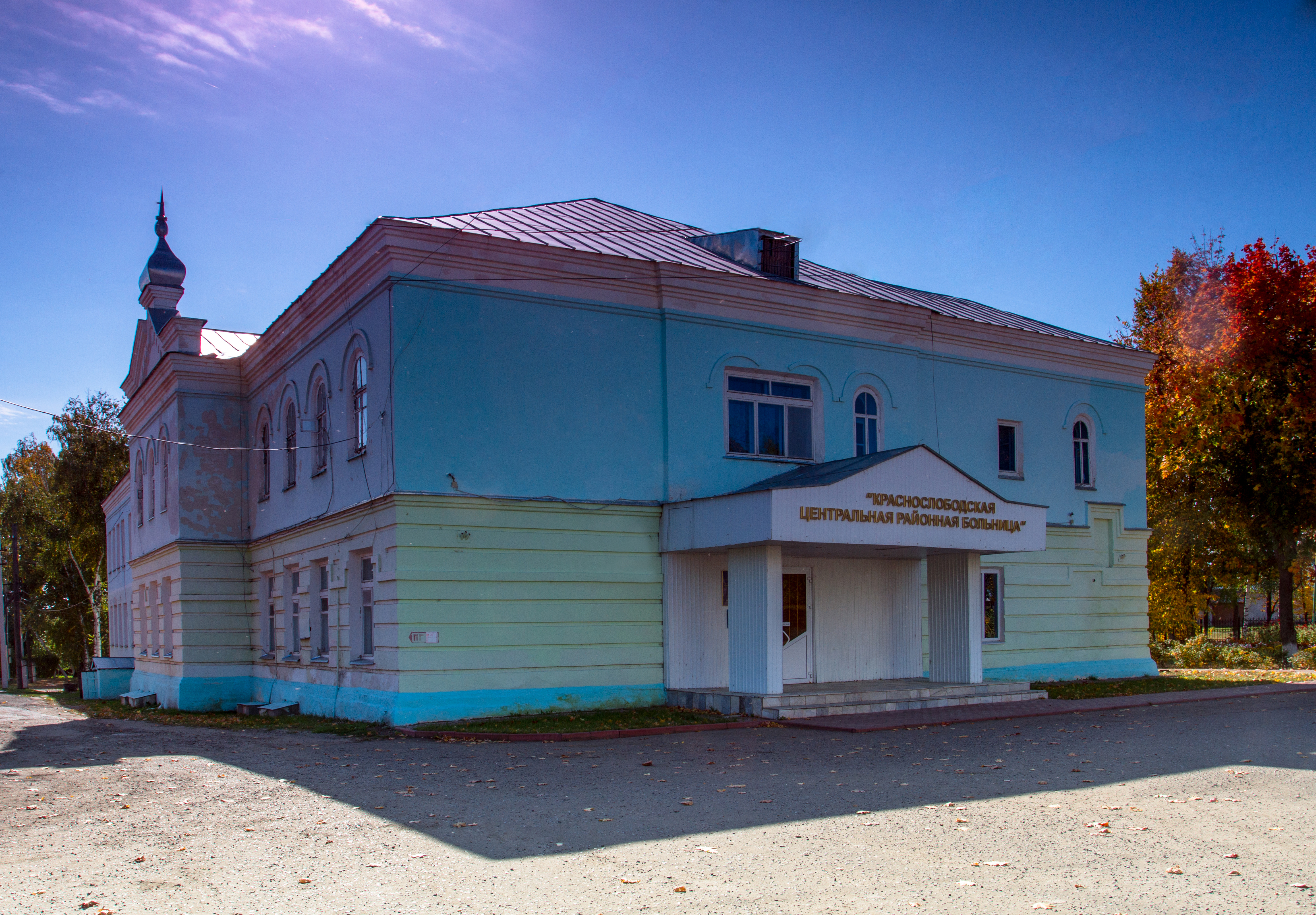
Настоятельский корпус.
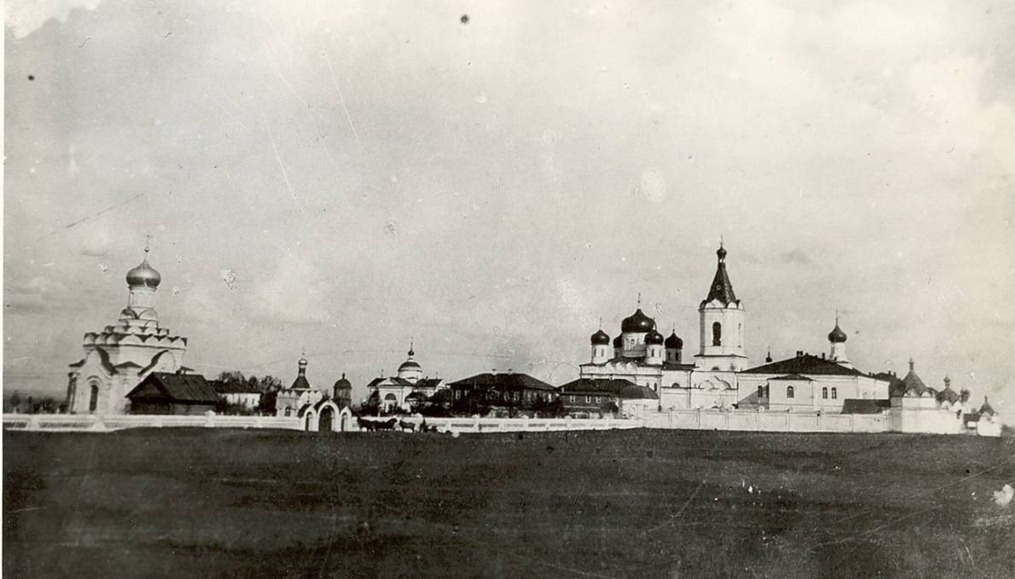
Успенский монастырь В Краснослободске, Фото начала XX века.